# Дурнів немає (фільм, 1936)
«Дурнів немає» (англ. Nobody`s Fool) — американська кінокомедія режисера Ірвінга Каммінгса 1936 року.

## Сюжет
Сільський хлопець вирушає до Нью-Йорка, де стикається з шахраями в галузі нерухомості. Подивимося, хто кого перехитрить!

## У ролях
- Едвард Еверетт Хортон — Вілл Райт
- Гленда Фаррелл — Рубі Міллер
- Сесар Ромеро — Діззі Рантц
- Френк Конрой — Джейк Кавендіш
- Воррен Гаймер — Кислий Кіт
- Клей Клемент — Фіксер Белмор
- Генрі Гантер — Док
- Флоренс Робертс — Мері Джонс
- Едвард Гарган — Том
- П'єр Ваткін — Джордж Бакстер
- Іван Міллер — прокурор округу
- Діана Гібсон — Блонда